# Torre Ladrones
La Torre Ladrones (literalment, torre dels lladres) és una torre alimara situada al municipi de Marbella, a la província de Màlaga, Andalusia, Espanya. Està declarada Bé d'Interès Cultural.
La torre es troba al paratge de les Dunes d'Artola, al costat del Puerto de Cabopino. Rep el nom de Ladrones pels matacans de protecció de què disposava, anomenats 'ladroneras', i forma part de la línia de fortificació costanera del litoral mediterrani andalús.
Pels materials utilitzats, la seva construcció s'atribueix a l'època de dominació musulmana. Té forma de prisma quadrat i supera els 14 metres d'altura. L'interior es distribueix en tres sales i un terrat.